# Biljasuvarski rajon
Biljasuvarski rajon (azerski: Biləsuvar rayonu) je jedan od 66 azerbajdžanskih rajona. Biljasuvarski rajon se nalazi na jugu Azerbajdžana te graniči s Iranom. Središte rajona je Biljasuvar. Površina Biljasuvarskog rajona iznosi 1.400 km². Biljasuvarski rajon je prema popisu stanovništva iz 2009. imao 87.508 stanovnika, od čega su 43.630 muškarci, a 43.878 žene.
Agdamski rajon se sastoji od 26 općina.